# U-739
U-739 – niemiecki okręt podwodny (U-Boot) typu VII C z okresu II wojny światowej. Okręt wszedł do służby w 1943 roku.

## Historia
Wcielony do 8. Flotylli U-Bootów celem szkolenia załogi, od listopada 1943 roku kolejno w 9. i 13. Flotylli jako jednostka bojowa.
Odbył osiem patroli bojowych, podczas jednego z nich zatopił okręt przeciwnika – radziecki trałowiec floty typu Admirable T-120 (625 t). W grudniu 1944 roku wraz z innymi U-Bootami (U-278, U-297, U-312, U-313, U-315, U-737 i U-1020) uczestniczył w próbie blokady brytyjskiej bazy morskiej w Scapa Flow. Operacja zakończyła się klęską, stracono trzy okręty podwodne; U-739 przerwał akcję ze względu na awarię jednego z silników.
Poddany 13 maja 1945 roku w Emden (Niemcy), przebazowany do Loch Ryan (Szkocja). Zatopiony 16 grudnia 1945 podczas operacji Deadlight przez lotnictwo.